# حي عصر (صنعاء)

تعديل مصدري - تعديل

حي عصر أحد أحياء مديرية الوحدة في مدينة صنعاء اليمنية، بلغ عدد سكانه 234 نسمة عام 2004.

## الحارات
| الحارة          | عدد المساكن | عدد الأسر | الذكور | الأناث | الإجمالي |
| --------------- | ----------- | --------- | ------ | ------ | -------- |
| حارة عصر السفلى | 47          | 38        | 122    | 112    | 234      |
| الإجمالي        | 47          | 38        | 122    | 112    | 234      |